# Antiterra
La seconda Terra o Antiterra (in greco antico: Ἀντίχθων?, Antichthon) è una concezione attribuita alle scoperte astro-filosofiche di Filolao, seguace del Pitagorismo.
La seconda Terra è un corpo ipotetico del Sistema Solare ipotizzato dal presocratico filosofo greco Filolao (470 - 385 aC) per sostenere la sua cosmologia non geocentrica, in cui tutti gli oggetti dell'universo ruotano intorno ad un invisibile "Fuoco centrale" (distinto dal sole che ruota anche intorno ad essa). La parola greca Antichthon significa "Seconda Terra".

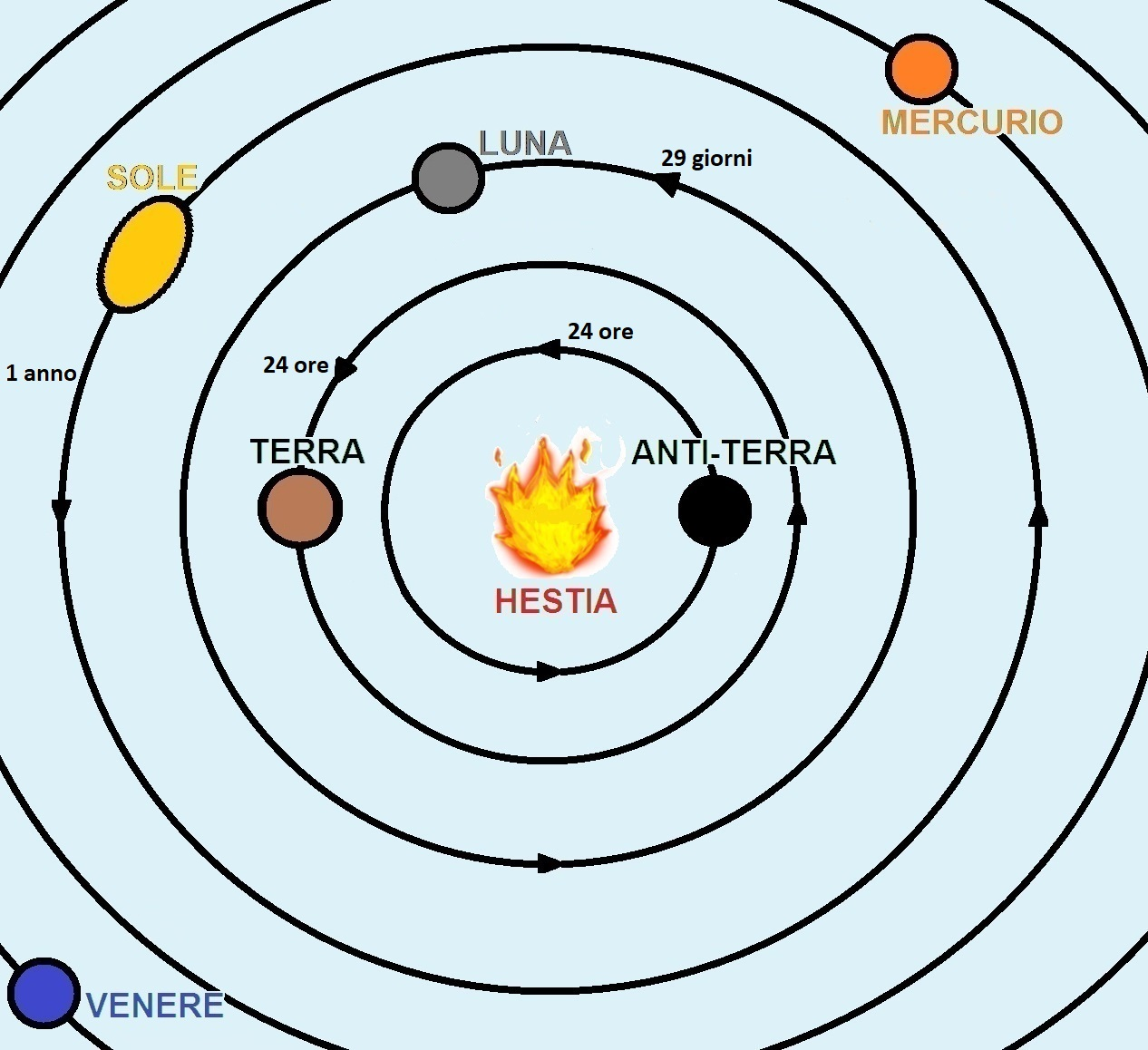
Hestia, Terra e Antiterra nel modello pitagorico dell'universo.

## L'Antiterra nella cosmologia pitagorica
Filolao ideò una teoria atomica basata su 3 assi portanti:
1. L'esistenza del vuoto
2. Il respiro dell'universo
3. Il Fuoco Centrale, detto Hestia

Proprio attorno al Fuoco Centrale, o Hestia, ruotavano secondo Filolao dieci corpi celesti: la Terra, la Luna, il Sole, i cinque pianeti allora conosciuti (Mercurio, Venere, Giove, Marte, Saturno), il cielo delle stelle fisse, e appunto l'Antiterra, parallela al nostro mondo ma invisibile all'occhio umano in quanto, secondo le cognizioni dell'epoca, soltanto l'emisfero boreale terrestre era abitato. L'altro emisfero invece volgeva al Fuoco centrale, e oltre quest'ultimo, sulla stessa orbita terrestre ma dalla parte opposta, ruotava l'Antiterra.
L'emisfero abitato della Terra risultava illuminato dal Sole concepito come una grossa lente vitrea, che rifletteva la luce proveniente dal Fuoco centrale. La Terra impiegava 24 ore a ruotare intorno ad Hestia, pur mantenendo sempre la propria parte abitata verso l'esterno dell'universo, sicché quando questa si trovava opposta al Sole, la notte si alternava al giorno. Il Sole invece impiegava 365 giorni a compiere un giro attorno ad Hestia, mentre la Luna 29.
Questo modello dell'universo, più che una certezza, appariva come una "forzatura" in nome del "numero perfetto pitagorico", il 10 (o Santa Decade); all'epoca infatti, si constatava l'esistenza di 9
corpi, cioè Terra, Luna, Sole, i cinque pianeti, le stelle. Quindi, in nome dell'assoluto valore di perfezione rivestito dal numero 10, fu ipotizzata una Seconda Terra o Antiterra invisibile.

Schema di punti lagrangiani in un sistema a tre corpi (Sole, Terra, Luna). L'Antiterra dovrebbe trovarsi nel punto L3.

(Aristotele, Metafisica, I, 985b, e segg., in DK 58 B 37)

## Attuali concezioni astronomiche
Secondo le attuali concezioni astronomiche l'Antiterra non potrebbe esistere in quanto i punti L4 ed L5 (in cui sono posti alcuni satelliti artificiali) sono esattamente nel punto descritto dal problema dei tre corpi.

## Influenza culturale
Lo scrittore britannico Olaf Stapledon, nel romanzo di fantascienza filosofica Il costruttore di stelle (Star Maker, 1937), immagina una vicina antiterra (chiamata Altra Terra), specchio distorto nella nostra Terra ordinaria.
Il francese C. H. Badet, nel suo romanzo Decimo pianeta (La Dixième Planete) del 1954, narra di un mondo speculare alla Terra, posto sul lato opposto della sua stessa orbita e quindi invisibile perché sempre eclissato dal Sole.
Nel romanzo-biografia Trieste e i misteri di Villa Revoltella, di Ignazio Universo (1968), si immaginano le apparizioni di Myia, la figlia di Pitagora, provenire dall'Antiterra.
L'Antiterra è una sorta di altrove geografico quasi extraterrestre, un mondo parallelo, concepito dallo scrittore russo Vladimir Nabokov nel suo romanzo Ada o ardore (1969).
Doppia immagine nello spazio (Doppelganger, Journey to the Far Side of the Sun) è un film del 1969 incentrato su un'Antiterra esattamente uguale al nostro pianeta al punto di avere persone uguali con lo stesso comportamento ma con chiralità opposta. Un concetto simile è alla base del film del 2011 Another Earth, in cui il pianeta gemello (chiamato nel film "Terra II") ad un certo punto diventa visibile dalla Terra, cosa che produce la rottura della simmetria tra le azioni degli abitanti due pianeti, che sussisteva fino ad allora.
Un riferimento all'Antiterra è presente in Contro il giorno (2006), sesto romanzo dello scrittore americano Thomas Pynchon. Su di essa, verso la fine del romanzo, finisce la Inconvenience dei Compari del Caso. Il riferimento a Filolao è esplicito, e viene ripresa la teoria secondo cui l'Antiterra avrebbe la stessa orbita della Terra, solo sfasata di 180°.